# Russische superliga (mannen)
De Russische superliga is de hoogste divisie in het professionele basketbal in Rusland. Er zijn 10 teams in de superliga A divisie voor het seizoen  2013/14 en 12 teams in de superliga B divisie voor het seizoen 2013/14. De Russische superliga ging op in de VTB United League. Het Russische kampioenschap basketbal - gehouden in 1992, onmiddellijk na de ineenstorting van de Sovjet-Unie.
Kampioen van Rusland in 2013-2014 seizoen wordt bepaald door het toernooi VTB United League, na het sluiten van een andere league PBL. Kampioen wordt een club, die het beste resultaat in de play-offs VTB United League zal laten zien. Clubs uit andere landen die deelnemen aan het toernooi, kunnen geen kampioen van Rusland worden.

## Winnaars Russische kampioenschap basketbal
| Jaar | Goud                                                                        | Zilver                                                                      | Brons                                                                       |
| ---- | --------------------------------------------------------------------------- | --------------------------------------------------------------------------- | --------------------------------------------------------------------------- |
| 1992 | CSKA Moskou                                                                 | STG-Stroitel Samara                                                         | Avtodoroznik Saratov                                                        |
| 1993 | CSKA Moskou                                                                 | Spartak Sint-Petersburg                                                     | STG-Stroitel Samara                                                         |
| 1994 | CSKA Moskou                                                                 | Avtodoroznik Saratov                                                        | CSK VVS                                                                     |
| 1995 | CSKA Moskou                                                                 | Dinamo Moskou                                                               | CSK VVS                                                                     |
| 1996 | CSKA Moskou                                                                 | Dinamo Moskou                                                               | Avtodoroznik Saratov                                                        |
| 1997 | CSKA Moskou                                                                 | Avtodor Saratov                                                             | BK Samara                                                                   |
| 1998 | CSKA Moskou                                                                 | Avtodor Saratov                                                             | BK Samara                                                                   |
| 1999 | CSKA Moskou                                                                 | Avtodor Saratov                                                             | Arsenal Toela                                                               |
| 2000 | CSKA Moskou                                                                 | Ural-Great Perm                                                             | UNICS Kazan                                                                 |
| 2001 | Ural-Great Perm                                                             | UNICS Kazan                                                                 | Lokomotiv Mineralnye Vody                                                   |
| 2002 | Ural-Great Perm                                                             | UNICS Kazan                                                                 | Lokomotiv Mineralnye Vody                                                   |
| 2003 | CSKA Moskou                                                                 | Ural-Great Perm                                                             | UNICS Kazan                                                                 |
| 2004 | CSKA Moskou                                                                 | UNICS Kazan                                                                 | Dinamo Moskou                                                               |
| 2005 | CSKA Moskou                                                                 | Dinamo Moskou                                                               | UNICS Kazan                                                                 |
| 2006 | CSKA Moskou                                                                 | Chimki Oblast Moskou                                                        | Dinamo Sint-Petersburg                                                      |
| 2007 | CSKA Moskou                                                                 | UNICS Kazan                                                                 | Chimki Oblast Moskou                                                        |
| 2008 | CSKA Moskou                                                                 | Chimki Oblast Moskou                                                        | Dinamo Moskou                                                               |
| 2009 | CSKA Moskou                                                                 | Chimki Oblast Moskou                                                        | UNICS Kazan                                                                 |
| 2010 | CSKA Moskou                                                                 | Chimki Oblast Moskou                                                        | UNICS Kazan                                                                 |
| 2011 | CSKA Moskou                                                                 | Chimki Oblast Moskou                                                        | UNICS Kazan                                                                 |
| 2012 | CSKA Moskou                                                                 | Chimki Oblast Moskou                                                        | Lokomotiv-Koeban Krasnodar                                                  |
| 2013 | CSKA Moskou                                                                 | Chimki Oblast Moskou                                                        | Spartak Sint-Petersburg                                                     |
| 2014 | CSKA Moskou                                                                 | Nizjni Novgorod                                                             | UNICS Kazan                                                                 |
| 2015 | CSKA Moskou                                                                 | Chimki Oblast Moskou                                                        | Lokomotiv-Koeban Krasnodar                                                  |
| 2016 | CSKA Moskou                                                                 | UNICS Kazan                                                                 | Zenit Sint-Petersburg                                                       |
| 2017 | CSKA Moskou                                                                 | Chimki Oblast Moskou                                                        | Zenit Sint-Petersburg                                                       |
| 2018 | CSKA Moskou                                                                 | Chimki Oblast Moskou                                                        | Zenit Sint-Petersburg                                                       |
| 2019 | CSKA Moskou                                                                 | Chimki Oblast Moskou                                                        | UNICS Kazan                                                                 |
| 2020 | competitie gestaakt en later definitief beëindigd vanwege de Coronapandemie | competitie gestaakt en later definitief beëindigd vanwege de Coronapandemie | competitie gestaakt en later definitief beëindigd vanwege de Coronapandemie |
| 2021 | CSKA Moskou                                                                 | UNICS Kazan                                                                 | Zenit Sint-Petersburg                                                       |
| 2022 | Zenit Sint-Petersburg                                                       | CSKA Moskou                                                                 | UNICS Kazan                                                                 |
| 2023 | UNICS Kazan                                                                 | Lokomotiv-Koeban Krasnodar                                                  | CSKA Moskou                                                                 |
| 2024 | CSKA Moskou                                                                 | UNICS Kazan                                                                 | Zenit Sint-Petersburg                                                       |
| 2025 | CSKA Moskou                                                                 | Zenit Sint-Petersburg                                                       | UNICS Kazan                                                                 |

## Winnaars aller tijden
| Club                  | Winnaars | Jaar                                   |
| --------------------- | -------- | -------------------------------------- |
| CSKA Moskou           | 29       | 1992-2000, 2003-2019, 2021, 2024, 2025 |
| Ural-Great Perm       | 2        | 2001, 2002                             |
| Zenit Sint-Petersburg | 1        | 2022                                   |
| UNICS Kazan           | 1        | 2023                                   |